# Пратомађо (Арецо)
Пратомађо је насеље у Италији у округу Арецо, региону Тоскана.
Према процени из 2011. у насељу је живело 26 становника. Насеље се налази на надморској висини од 260 м.